# .ws
.ws és el domini de primer nivell territorial (ccTLD) de Samoa. L'administra SamoaNIC, en nom del Ministeri d'Afers Exteriors del Govern de Samoa.
El nom .ws és una abreviatura de "Western Samoa" (Samoa Occidental), que era el nom oficial del país als anys 1970, quan es van estandarditzar els codis de país de dues lletres. Encara que no hi ha restriccions geogràfiques per a registrar la majoria dels dominis .ws de segon nivell, .ORG.WS, .GOV.WS, i .EDU.WS estan restringits.
Abans del 14 de març de 2008, els dominis .ws no es podien transferir d'un registrador a un altre.
.ws s'ha promocionat per fer jocs de paraules amb el domini, fent que ws signifiqui "World Site" (Lloc mundial) o "Web Site" (Lloc Web), donant aparença de presència global. El domini .ws permet tots els noms de domini internacionalitzats. Per això, a causa de la popularitat potencial, hi ha una escala de preus segons la llargada del domini desitjat. Els dominis de quatre caràcters o més tenen un preu raonable, mentre que els de tres, dos o un caràcter tenen un altre nivell de preu, arribant a valer milers de dòlars.